# Kim Sung-kyu
Đây là một tên người Triều Tiên, họ là Kim.
Kim Sung-kyu (김성규) (sinh ngày 28 tháng 4 năm 1989), được biết đến với nghệ danh Sungkyu, là một ca sĩ, nhạc sĩ, diễn viên và MC người Hàn Quốc. Anh giữ vai trò trưởng nhóm và hát chính trong nhóm nhạc Hàn Quốc INFINITE thuộc Woollim Entertainment. Ra mắt với tư cách là nghệ sĩ solo vào ngày 7 tháng 11 năm 2012 với album đầu tay "Another Me ". Kim SungGyu đã xác nhận sẽ không gia hạn hợp đồng với Woollim Entertainment sau ngày 6 tháng 3 năm 2021.

## Tiểu sử
Kim SungGyu sinh ngày 28 tháng 4 năm 1989 ở Jeonju, Hàn Quốc. Anh đã từng học tại trường đại học Jeonju National và nằm trong nhóm nhạc rock của trường được gọi là "Beat". Khi SungGyu lần đầu nói với cha mẹ về ước mơ của mình là trở thành một ca sĩ, họ không hề ủng hộ mà nói với anh: "Nếu như con vẫn muốn làm điều đó thì hãy đi ra khỏi nhà đi". Anh đã tiếp tục ước mơ trong bí mật và sau khi tốt nghiệp trung học cùng với số tiền tích góp được từ việc làm thêm, anh đến Seoul một mình để theo đuổi ước mơ làm ca sĩ. Để bảo đảm trang trải cho cuộc sống ở thành phố, SungGyu đã phải làm rất nhiều công việc khác nhau như mang vác than ở cửa hàng thịt, phục vụ quán cà phê và làm việc ở một tiệm bánh. Anh chia sẻ, "Em đã rất buồn. Khi em làm việc ở nhà hàng và nhìn thấy một gia đình đã cùng nhau đến ăn một bữa ăn thật ngon, trong khi em đang ở Seoul này một mình và không có gia đình ở bên, thật sự lúc đó em rất muốn khóc". Năm 2007, anh tham gia thử giọng cho SM Entertainment nhưng không thành công. Do sự ngưỡng mộ của mình dành cho ban nhạc rock Nell, ban đầu anh thử giọng tại Woollim Entertainment dưới sự giới thiệu của quản lý Nell, người mà anh đã gặp tình cờ tại quán cà phê nơi anh làm việc bán thời gian. Trong tình trạng ruột thừa không được tốt, SungGyu đã đến thử giọng và nhẹ nhàng đe dọa họ bằng cách nói rằng: "Công ty các anh sẽ mãi hối hận nếu không chọn tôi". Sau đó anh được đưa đến bệnh viện ngay lập tức và có một cuộc phẫu thuật ruột thừa. Vào ngày ra viện, anh nhận được thông báo rằng anh đã được thông qua buổi thử giọng. Ban đầu có ý định theo đuổi nhạc rock trong một ban nhạc, nhưng cuối cùng SungGyu trở thành thực tập sinh cho nhóm nhạc "INFINITE", sau này anh đảm nhận vị trí trưởng nhóm và là ca sĩ chính. SungGyu ra mắt với INFINITE vào ngày 9 tháng 6 năm 2010.
Ngày 15 tháng 2 năm 2013 SungGyu tốt nghiệp chương trình âm nhạc thực tế của Đại học Daekyung và cùng với các thành viên L, Sungyeol, Hoya và DongWoo được trao bằng khen "Tự hào giải thưởng Daekyung sinh viên đại học" với hy vọng rằng nhóm sẽ tiếp tục phát triển và mang lại uy tín cho nhà trường. Các thành viên nhập học tại đây vào năm 2011.
SungGyu hiện đang là một sinh viên âm nhạc thực tế tại Đại học Hoseo.

## Sự nghiệp

### INFINITE
Năm 2010, Sung-kyu chính thức ra mắt với INFINITE bằng single Come Back Again (다시 돌아와) với vai trò trưởng nhóm và hát chính.
Năm 2010, anh chơi guitar trong MV "Run" của Epik High.
Tìm hiểu thêm tại INFINITE

### Solo

#### 2011-2012
SungGyu cùng với các thành viên INFINITE Sungyeol và Sungjong trở thành DJ đặc biệt cho Super Junior's Kiss the Radio sau khi Super Junior Leeteuk và Eunhyuk đã đi. Họ chịu trách nhiệm phát sóng radio từ ngày 24 đến ngày 30.
SungGyu ra mắt như một diễn viên nhạc kịch, cùng với thành viên cùng nhóm Woohyun, trong vở nhạc kịch "Gwanghwamun Sonata". SungGyu đóng vai trò của Ji Yong, con trai của nhân vật nữ chính. Vở nhạc kịch kéo dài từ 3 tháng 1 đến 11 Tháng 3 năm 2012.
Năm 2012, có thông báo rằng SungGyu sẽ tham gia Immortal Song 2 là một thành viên cố định cùng với Super Junior Ryeowook. Tập đầu tiên anh xuất hiện trong chương trình được phát sóng vào ngày 23 tháng 6. Trong tháng 7, anh rời khỏi chương trình do chuyến đi lưu diễn cùng INFINITE. Tập cuối cùng của anh được phát sóng vào ngày 25.
Trên một tập của Weekly Idol, SungGyu và Hoya đã trở thành MC đặc biệt trong một tuần.
SungGyu là thành viên đầu tiên của INFINITE phát hành album solo mang tên Another Me. Kim Jongwan của Nell sáng tác single " Shine" và đã được trao cho SungGyu như một món quà. Đĩa đơn đã được phát hành trước ngày 07 Tháng 11. Trong album này, SungGyu đã làm việc với Sweetune để tạo ra lead single rock hiện đại "60 Seconds". Trong việc quay MV, thành viên L trong INFINITE đóng vai nhân vật chính. SungGyu cũng trực tiếp tham gia viết lời bài hát cho đĩa đơn " 41 Days" của mình. Mặc dù thời gian quảng bá ngắn trong ba tuần, album đã được đón nhận và trở thành album bán chạy hàng đầu vào tháng mười với 62.958 bản được bán ra. Album xếp hạng #22 cho năm bảng xếp hạng album Gaon Chart của năm 2012. 

#### 2013 - 2014
Vào tháng 1, SungGyu đã được xác nhận là một thành viên cố định trên JTBC Lee Soo-geun và Kim Byung-man’s cùng với Super Junior Shindong. Tập đầu tiên được phát sóng vào ngày 09 tháng 2 và đạt được gấp đôi tỉ suất người xem (rating) so với tuần trước. Rating vào ngày 16 là 1,6% khi chỉ được 0,7% trong tuần trước. Chương trình phát sóng tập cuối cùng vào ngày 15 tháng 6.
Vào đầu tháng 2, tay trống trong video âm nhạc" 60 Seconds " và " I Need You " của SungGyu tự tử sau khi trải qua một thời gian dài trầm cảm. Anh là một người bạn của SungGyu và INFINITE.
SungGyu đã xuất hiện với vai trò cameo trong bộ phim sitcom mới của đài KBS A Bit of Love cùng với bốn thần tượng khác, GO-MBLAQ, Seung Yeon-KARA, Siwan-ZE:A, và SECRET-Ji Eun. Theo đại diện, họ sẽ xuất hiện như các phiên bản trẻ của năm nhân vật chính trong khoảng ba tuần. SungGyu sẽ là phiên bản trẻ của Lee Hoon.
SungGyu đã được xác nhận cho chương trình tvN mới thực tế, The Genius, cùng với 12 con số đại diện khác từ các lĩnh vực công việc khác nhau như nhân vật truyền hình, các chính trị gia, đánh bạc, và nhiều hơn nữa. Tiền đề của chương trình là những người tham gia phải sử dụng sức mạnh bộ não của họ để tìm một công thức chiến thắng và giành chiến thắng trong trò chơi thông qua sự phản bội và loại bỏ các đối thủ cạnh tranh của họ. Người chiến thắng là để nhận được khoảng 100 triệu won (khoảng $ 90,000 USD). Tập đầu tiên mà SungGyu trở thành "Biểu tượng của sự phản bội" đã được phát sóng vào ngày 26 tháng trên kênh tvN. Anh được xem là một trong những thành viên có khả năng chơi tốt nhất chương trình.
Vào tháng 9, SungGyu và thành viên cùng nhóm L là khách mời trên SBS Running Man của thần tượng đặc biệt với mười hai thần tượng khác từ các nhóm như MBLAQ, Sistar, 2PM, A Pink, Girls Day, và Beast. Ngoài ra, SungGyu cũng được đặc trưng trong KBS2 với show The Sea I Wanted, kể về những chuyến du lịch và kinh nghiệm của sáu người đàn ông trên biển. Chương trình ban đầu lên kế hoạch cho một thí điểm ba tập phim với việc phát sóng tập đầu tiên vào ngày 11.
Trong tháng 10, SungGyu hợp tác cùng rapper Kanto trong sản phẩm "What you want ".

#### 2015
Ngày 29 tháng 1, Sung-kyu tham gia show truyền hình thực tế mới của KBS - Fluttering India cùng với EXO -Suho, CNBLUE -Jonghyun, Super Junior -Kyuhyun, TVXQ -Changmin, và SHINee -Minho.
Vào tháng 5, Sung-Gyu phát hành Album Solo thứ hai mang tên "27". Album được sản xuất bới nghệ sĩ Kim Jong Wan (Nell) - người mà Sung-Gyu vô cùng kính trọng. Album đã được phát hành vào ngày 11 tháng 5 năm 2015 với hai ca khúc chủ đề "The Answer" và "Kontrol". Riêng bài hát "The Answer" đã giúp Sung-Gyu giành được 2 cup No.1 tại The Show (19 tháng 5) và Music Core (23 tháng 5).

#### 2018
Ngày 26 tháng 2, Sung-Gyu phát hành full album solo đầu tay mang tên "10 stories", Album tiếp tục được sản xuất bởi nghệ sĩ Kim Jong Wan (Nell). Ca khúc chủ đề "True love" giúp Sung-Gyu chiến thắng 2 cup no1 tại The Show (6 tháng 3) và Music Bank (9 tháng 3).
Ngày 29 tháng 3, Sungkyu thông báo tổ chức solo concert đầu tiên mang tên "Shine" từ ngày 5 đến ngày 7 tháng 5 tại Seoul, vé của 3 buổi concert đã sold out trong vòng 3 phút.
Ngày 7 tháng 5 - buổi concert cuối cùng trong chuỗi concert "Shine", Sung-Gyu đã khiến INSPIRIT (fan của INFINITE) và cả cộng đồng cư dân mạng bất ngờ khi anh thông báo nhập ngũ vào ngày 14 tháng 5 năm 2018. Dự là anh sẽ xuất ngũ vào ngày 8 tháng 1 năm 2020. Anh là lính tại ngũ cho Sư đoàn 22 Bộ binh "Yulgok" đóng tại khu vực Goseong (miền Đông Bắc Hàn Quốc).
Vào ngày 3 tháng 7 năm 2018,Sung Gyu đóng vai chính trong một vở nhạc kịch quân sự ‘Học viện quân sự Shinheung’. Ngày 8 tháng 9 năm 2019, Sung Gyu tham gia vở nhạc kịch quân đội ‘Return: The Promise of the Day. 

#### 2020
Sungkyu đã hoàn thành nghĩa vụ quân sự vào ngày 8 tháng 1 năm 2020 và tổ chức một buổi fanmeeting nhỏ sau khi xuất ngũ.
Vào ngày 14 tháng 12 năm 2020, Sungkyu đã trở lại solo với album thứ ba, Inside Me và ca khúc chủ đề "I'm Cold".

#### 2021
Vào ngày 1 tháng 3, SungGyu quyết định không gia hạn hợp đồng và rời Woollim Entertainment vào ngày 6 tháng 3. Trước khi ra đi, anh ấy đã phát hành đĩa đơn đầu tiên của mình là Won't Forget You và ca khúc chủ đề "Hush", vào ngày 29 tháng 3, đây là tác phẩm cuối cùng của anh ấy dưới trướng Woollim.
Vào ngày 14 tháng 6 năm 2021, Kim ký hợp đồng với Double H tne, một công ty con của NHN & MLD Entertainment sau khi hết hạn hợp đồng với công ty quản lý cũ.

## Danh sách đĩa nhạc

### Nhạc phim
| Năm  | Chương trình                     | Bài hát           | Nghệ sĩ      |
| ---- | -------------------------------- | ----------------- | ------------ |
| 2012 | MBC What is Mom                  | "She's a Fantasy" | với Infinite |
| 2014 | Telemonster                      | Monster Time      | với Infinite |
| 2014 | Grow: Infinite's Real Youth Life | 함께 (Together)   | với Infinite |

### Hợp tác
| Năm  | Album              | Bài hát       | Chú thích      |
| ---- | ------------------ | ------------- | -------------- |
| 2013 | Single             | What You Want | With Kanto     |
| 2014 | The Duets (Part 1) | To Me         | With Yoon Sang |

### Solo Songs
| Năm  | Album        | Bài hát                                              | Lyrics                      | Music                          | Biên soạn            | Độ dài bài hát |
| ---- | ------------ | ---------------------------------------------------- | --------------------------- | ------------------------------ | -------------------- | -------------- |
| 2011 | Over the Top | "Because"                                            | Lee Junghoon                | Lee Junghoon                   | -                    | 3:52           |
| 2012 | Another Me   | "Another Me (Intro)"                                 | -                           | Han Boram                      | Han Boram            | 1:07           |
| 2012 | Another Me   | "60 Seconds"                                         | Song Sooyoon                | Han Jaeho, Kim Seungsoo, & YUE | Yue & Hong Seunghyun | 3:34           |
| 2012 | Another Me   | "I Need You"                                         | Lee Junghoon                | Lee Junghoon                   | Lee Junghoon         | 3:43           |
| 2012 | Another Me   | "Only Tears (Acoustic Ver.)"                         | Song Sooyoon                | Han Jaeho & Kim Seungsoo       | Han Boram            | 3:52           |
| 2012 | Another Me   | "Shine"                                              | Kim Jongwan                 | Kim Jongwan                    | Kim Jongwan          | 4:36           |
| 2012 | Another Me   | "41 Days"                                            | Lee Junghoon & Kim Sung-kyu | Lee Junghoon                   | Lee Junghoon         | 4:11           |
| 2014 | Season 2     | "Light"                                              | Kim Sung-kyu                | J.Yoon                         | -                    | 3:37           |
| 2015 | 27           | "27 (Intro)"                                         | -                           | Kim Jongwan                    | -                    | 1:33           |
| 2015 | 27           | "The Answer" (너여야만 해)                           | Kim Jongwan, ZOCEY          | Kim Jongwan, ZOCEY             | -                    | 3:37           |
| 2015 | 27           | "Alive"                                              | Kim Jongwan                 | Kim Jongwan, SPACEBOY          | -                    | 4:40           |
| 2015 | 27           | "Kontrol"                                            | Kim Jongwan                 | Kim Jongwan                    | -                    | 3:41           |
| 2015 | 27           | "Daydream" ft Epik High's Tablo & Nell's Kim Jongwan | Kim Jongwan, Tablo          | Kim Jongwan                    | -                    | 4:13           |
| 2015 | 27           | "Reply" ft Park Yoon-ha                              | Kim Jongwan                 | Kim Jongwan                    | -                    | 4:00           |
| 2018 | 10 stories   | Told you so                                          | Kim Jongwan                 | Kim Jongwan                    |                      | 3:45           |
| 2018 | 10 stories   | Stay                                                 | Kim Jongwan                 | Kim Jongwan                    |                      | 4:28           |
| 2018 | 10 stories   | True love                                            | Kim Jongwan                 | Kim Jongwan                    |                      | 3:39           |
| 2018 | 10 stories   | Attraction                                           | Kim Jongwan                 | Kim Jongwan                    |                      | 4:00           |
| 2018 | 10 stories   | The day erased                                       | Kim Jongwan                 | Kim Jongwan                    |                      | 4:21           |
| 2018 | 10 stories   | Till sunrise                                         | Kim Jongwan                 | Kim Jongwan                    |                      | 3:53           |
| 2018 | 10 stories   | Sorry                                                | Kim Jongwan                 | Kim Jongwan                    |                      | 4:10           |
| 2018 | 10 stories   | City of angels                                       | Kim Sung-kyu                | Kim Jongwan                    |                      | 3:58           |
| 2018 | 10 stories   | Sentimental                                          | Kim Jongwan                 | Kim Jongwan                    |                      | 4:32           |
| 2018 | 10 stories   | Mirror                                               | Kim Jongwan                 | Kim Jongwan                    |                      | 3:32           |

### Album Solo
| Tiêu đề    | Chi tiết Album | Vị trí cao nhất trên BXH | Vị trí cao nhất trên BXH | Gaon Sales    | Gaon Sales | Gaon Sales     | Gaon Sales     | Gaon Sales     |                 |
| ---------- | --- | ------------------------ | ------------------------ | ------------- | ---------- | -------------- | -------------- | -------------- | --------------- |
| Tiêu đề    | Chi tiết Album | KOR                      | Billboard world's album  | 2012          | 2013       | 2014 (Ongoing) | Tháng 5 - 2015 | Tháng 3 - 2018 | Tháng 12 - 2020 |
| Another Me | - Label: Woollim Entertainment - Định dạng: CD, digital download - Phát hành: 19 tháng 11 năm 2012                | 1                        |                          | - KOR: 70,552 | 13,283     | 2,679          |                | 94,306+        |                 |
| 27         | - Phát hành: 11 tháng 5 năm 2015 - Thu âm: 2014–2015 - Label: Woollim Entertainment - Sản xuất: Kim Jong-wan (JW) | 1                        | 8                        | -             | -          | -              | 68,090         | 75,001+        |                 |
| 10 stories | - Phát hành: 26 tháng 2 năm 2018 - Thu âm: 2017–2018 - Label: Woollim Entertainment - Sản xuất: Kim Jong-wan (JW) | 1                        | 9                        |               |            |                |                | 59,883+        |                 |
| Inside Me  | - Label: Woollim Entertainment - Định dạng: CD, digital download - Phát hành: 14 tháng 12 năm 2020                | 7                        |                          |               |            |                |                |                | 69,633+         |

### Sáng tác
| Năm  | Bài hát                   | Album                    |
| ---- | ------------------------- | ------------------------ |
| 2012 | 41 Days                   | Another Me               |
| 2014 | Light                     | Season 2                 |
| 2015 | Just Another Lonely Night | Japanese Album           |
| 2016 | Can't get over you        | Japanese Album 'For You' |

## Nhạc kịch
2012 "Gwanghamun Love Story" - Sung-Gyu & WooHyun
2014 "Dracula/Vampire" - Sung-Gyu (Vai chính)
2015 "In The Height" - Sung-Gyu (Vai Benny)
2016 "All Shook Up" - Sung-Gyu (Vai Elvis Presley)
2017 "Gwanghamun Sonata" - Sung Gyu (Vai Myungwoo )
2018 "Amadeus" - Sung-Gyu (Vai Mozart)
2018, 2019 "Shinheung Military School" - Sung Gyu (Vai Ji Chung-chun)
2019 "Return: The Promise of the Day" - Sung Gyu (Vai Woojoo)
2020 "Kinky Boots" - Sung Gyu (Vai Charlie)
2020 - 2021 "Amadeus" - Sung Gyu (Vai Mozart)
2021 "Gwanghamun Sonata" - Sung Gyu (Vai Wonha)

## Phim/Show

### Drama
| Năm  | Tên                | Thể loại | Nhà đài | Vai trò           |
| ---- | ------------------ | -------- | ------- | ----------------- |
| 2012 | The Thousandth Man | Drama    | MBC     | Chính anh (Cameo) |
| 2013 | Pure Love          | Drama    | KBS     | Lee Hoon (Young)  |

### Film
| Năm  | Tên                                                     | Vai trò   |
| ---- | ------------------------------------------------------- | --------- |
| 2012 | INFINITE Concert Second Invasion Evolution The Movie 3D | Chính anh |
| 2014 | Grow: Infinite's Real Youth Life"                       | Chính anh |

### Music Videos
| Năm  | Bài hát                    | Nghệ sĩ   |
| ---- | -------------------------- | --------- |
| 2010 | "Run"                      | Epik High |
| 2013 | "What U Want"              | Kanto     |
| 2014 | "Goodnight Like Yesterday" | Lovelyz   |

### Show truyền hình
| Năm         | Tên                                           | Nhà đài    | Chú thích                                              |
| ----------- | --------------------------------------------- | ---------- | ------------------------------------------------------ |
| 2010        | Children of the Night                         | MBC        | Tập 01-Tập 04                                          |
| 2010        | You are my oppa                               | Mnet       | Chương trình thực tế trước khi ra mắt                  |
| 2010        | Scandal                                       | Mnet       | -                                                      |
| 2011        | Sesame Player                                 | Mnet       | -                                                      |
| 2011        | Birth of a Family                             | KBS        | -                                                      |
| 2012        | Ranking King                                  | Mnet       | -                                                      |
| 2011 - 2013 | Weekly Idol                                   | MBC        | MC cho Infinite's Jeju Island Special và tập của Tasty |
| 2012        | Immortal Song 2                               | KBS2       | Xuất hiện trong 8 tập                                  |
| 2013        | Happy Together 3                              | KBS2       | Tập "Weak Men"                                         |
| 2013        | Lee Soo Geun and Kim Byung Man’s High Society | JTBC       | Tập 45-47 với Infinite - Tập 62-79 với Shindong        |
| 2013        | Radio Star                                    | MBC        | Tập "Interesting People"                               |
| 2013        | The Genius: Rules of the Game                 | tvN        | Chương trình thực tế                                   |
| 2013        | Infinity Challenge                            | MBC        | Cắm trại mùa hè                                        |
| 2013        | Running Man                                   | SBS        | Tham gia cùng Infinite's L tập 162                     |
| 2013        | The Sea I Wanted                              | KBS2       | Chương trình thí điểm                                  |
| 2014        | Running Man                                   | SBS        | tập 179, 180 & 201                                     |
| 2014        | This is INFINITE                              | Mnet       | -                                                      |
| 2014        | The Genius 2: Rule Breaker                    | tvN        | Khách mời                                              |
| 2014        | Happy Together 3                              | KBS2       | Khách mời                                              |
| 2014        | We Got Married global ss2                     | MBC        | Khách mời                                              |
| 2014        | Crime Scene                                   | JTBC       | Khách mời                                              |
| 2014        | The King of Food                              | KBS2       | Khách mời                                              |
| 2015        | Fluttering India                              | KBS2       | Thành viên                                             |
| 2015        | After School Club                             | Arirang TV | Khách mời, tập 160                                     |
| 2015        | Weekly Idol                                   | MBC Every1 | Khách mời, tập 190                                     |
| 2015        | Hello Counselor                               | KBS2       | Khách mời                                              |
| 2015        | Heart A Tag                                   | Mnet       | Khách mời, tập 6                                       |
| 2015        | Please Take Care of My Refrigerator           | JTBC       | Khách mời, tập 32 & 33                                 |
| 2015        | Radio Star                                    | MBC        | Khách mời                                              |
| 2015        | We Got Married                                | MBC        | Khách mời                                              |
| 2015        | Witch Hunt                                    | JTBC       | Khách mời, tập 105                                     |
| 2015        | Searching For Sugar Man                       | JTBC       | Khách mời, tập 2                                       |
| 2015        | INFINITE'S SHOWTIME                           | MBC Every1 | -                                                      |
| 2016        | Girls Spirit                                  | JTBC       | MC chính                                               |
| 2016 - 2017 | Singderella                                   | Channel A  | MC chính                                               |
| 2017 - 2018 | Living Together in Empty Room                 | MBC        | Thành viên                                             |
| 2020        | Like Likes Like                               | MBC        | Thành viên                                             |
| 2021        | Wild Idol                                     | MBC        |                                                        |

### Musical (Nhạc kịch)
| Năm              | Tên                                                                                        | Vai diễn                  |
| ---------------- | ------------------------------------------------------------------------------------------ | ------------------------- |
| 2012             | Gwanghamun Sonata                                                                          | Jiyoung (main role)       |
| 2014             | Vampire (previously known as Dracula but changed due to other musical with the same title) | Count Dracula (main role) |
| 2015, 2016- 2017 | In the Heights                                                                             | Benny (main role)         |
| 2016             | All shook up                                                                               | Elvis (main role)         |
| 2017- 2018       | Gwanghamun Sonata                                                                          | Myungwoo (trẻ)            |
| 2018             | Amadeus                                                                                    | Mozart (main role)        |

### Lồng tiếng
| Năm  | Tên        | Vai trò   |
| ---- | ---------- | --------- |
| 2011 | Wara Store | Chính anh |

## Concert và Fan meeting

### Concert Tour
Shine Tour (2018)
| City               | Hội trường                             | Thời gian       |
| ------------------ | -------------------------------------- | --------------- |
| Seoul, South Korea | Kyunghee University Grand Peace Palace | 5, 6, 7 tháng 5 |

Shine Encore Tour (2020)
| City               | Hội trường                    | Thời gian       |
| ------------------ | ----------------------------- | --------------- |
| Seoul, South Korea | SK Olympic Handball Gymnasium | 7, 8, 9 tháng 2 |
| Tokyo, Japan       | Toyosu PIT                    | 22, 23 tháng 2  |
| Taipei, Taiwan     | TICC                          | 21, 22 tháng 3  |

### Fan Meeting Tour
Kim Sung-kyu Mini Live & Fan Meeting (2017)
| City           | Hội trường | Thời gian       |
| -------------- | ---------- | --------------- |
| Tokyo, Japan   | Zepp Tokyo | 28 & 29 tháng 9 |
| Namba, Japan   | Zepp Namba | 4 tháng 10      |
| Taipei, Taiwan | Legacy Max | 19 tháng 11     |

## Giải thưởng và đề cử
| Năm  | Giải thưởng                               | Hạng mục                       |           |
| ---- | ----------------------------------------- | ------------------------------ | --------- |
| 2015 | 7th MelOn Music Awards                    | Top 10 Artists                 | Đề cử     |
| 2015 | 7th MelOn Music Awards                    | Best Rock Song                 | Đoạt giải |
| 2015 | The 7th Philippines KPOP Awards           | Best Solo Male Artist          | Đoạt giải |
| 2015 | The 7th Philippines KPOP Awards           | Best Collaboration of the Year | Đoạt giải |
| 2015 | KPOP Meeting Germany Awards               | Best Male Artist               | Đoạt giải |
| 2015 | International K-Music Awards              | Best Male Solo                 | Đoạt giải |
| 2018 | 12th Daegu International Musical Festival | New Actor of the Year          | Đề cử     |
| 2018 | MelOn Music Awards 2018                   | Best Rock Song                 | Đề cử     |

## pTham khảo
1. ↑  (tiếng Hàn)"인피니트, 뉴욕간 슈주 대신해 '키스더라디오' 임시 DJ". Newsen. ngày 24 tháng 10 năm 2011. Truy cập ngày 22 tháng 1 năm 2013.
2. ↑  (tiếng Hàn)"인피니트 성규 우현+서인국, '광화문연가'로 뮤지컬 배우 데뷔". Nate. ngày 27 tháng 12 năm 2011. Truy cập ngày 22 tháng 1 năm 2013.
3. ↑  (tiếng Hàn)"슈주 려욱vs인피니트 김성규 '불후' 고정합류, 아이돌 대결 활활". Nate. ngày 28 tháng 5 năm 2012. Truy cập ngày 22 tháng 1 năm 2013.
4. ↑  (tiếng Hàn)"인피니트 성규 '불후2' 하차 해외스케줄-콘서트 연습 주력". Newsen. ngày 17 tháng 7 năm 2012. Truy cập ngày 22 tháng 1 năm 2013.
5. ↑  http://www.gaonchart.co.kr/main/section/total/list.gaon
6. ↑  "Gaon Chart releases Yearly Chart Ranking for 2012". Allkpop. ngày 21 tháng 1 năm 2013. Truy cập ngày 9 tháng 2 năm 2013.
7. ↑  "Gaon Chart for 2013". GAON. ngày 31 tháng 12 năm 2013. Truy cập ngày 22 tháng 5 năm 2014.
8. ↑  "Gaon Chart for April 2014". GAON. ngày 30 tháng 4 năm 2014. Truy cập ngày 22 tháng 5 năm 2014.